# 104P/Kowal
La comète Kowal 2, officiellement 104P/Kowal 2, est une comète périodique du système solaire, découverte le 27 janvier 1979 par Charles T. Kowal à l'observatoire du Mont Palomar en Californie.